# Luptătorul cu flautul
Luptătorul cu flautul (în coreeană 홍길동) este un film istoric nord-coreean din 1986, regizat de Kim Kil In.
Filmul este inspirat din Hong Gildong jeon⁠(d), un roman coreean anonim despre un bandit asemănător cu Robin Hood.

## Rezumat
În Coreea erei Joseon, Hong Kil-dong se naște în Hanseong (actualul Seul) ca fiu ilegitim al unui nobil. Mama lui vitregă încearcă să-l lase să fie omorât de bandiți, dar el este salvat de un călugăr care folosește magia și artele marțiale. Hong continuă să se antreneze cu călugărul și să-i apere pe sătenii asupriți, luptând mai târziu împotriva unei invazii a războinicilor ninja japonezi.

## Lansare
Luptătorul cu flautul a fost lansat în anul 1986. El a avut parte de o difuzare pe scară largă în Uniunea Sovietică și în țările Blocului răsăritean și a fost foarte popular în Polonia și Bulgaria.

## Recepție
Luptătorul cu flautul este adesea enumerat printre cele mai bune filme nord-coreene; criticii de film au remarcat influența lui Shin Sang-ok⁠(d), un regizor sud-coreean răpit de regimul nord-coreean în 1978 și forțat să facă filme. În 2002, fugarii nord-coreeni ajunși în Coreea de Sud au fost chestionați de ziarul The Chosun Ilbo și l-au considerat drept cel mai bun film nord-coreean. Criticul britanic Simon Fowler de la The Guardian a scris că „Cu scene numeroase de kung fu inspirate de compania Shaw Brothers, filmul este diferit de întregul panteon al cinematografiei nord-coreene de dinaintea lui. Acesta este un film care nu are nevoie de context istoric pentru a fi vizionat și, lucrul cel mai neobișnuit pentru un film nord-coreean, poate fi savurat destul de ușor.”